# パスタサラダ
パスタサラダ（Pasta salad）は、1種類または2種類以上のパスタを使って作るサラダである。酢と油またはマヨネーズベースのドレッシングで味付けされ、冷たくして供される。オードブルまたはメインディッシュとして食べられる。
使われる材料は、地域、レストラン、季節や好みによって幅広い。冷たいマカロニをマヨネーズと和えただけ（マカロニサラダ）のシンプルなものから、複数の種類のパスタをヴィネグレットソースと混ぜ、新鮮なものや保存食、調理したものなど様々な素材を加えた複雑なものまでを含む。素材には、野菜、マメ、チーズ、ナッツ、ハーブ、スパイス、肉、魚介等が用いられる。ブロッコリー、ニンジン、ベビーコーン、キュウリ、オリーブ、玉ねぎ、ヒヨコマメ、胡椒、パルメザンチーズ、フェタチーズ等は、北アメリカのサラダバーで人気のある素材である。
パスタサラダは、春から夏の料理と捉えられることが多いが、1年中食べられる。
オーストラリアやニュージーランドでは、スーパーマーケットで調理済みの総菜が出始めた1990年代から人気が出始めた。茹でたパスタ（シェルパスタやペンネ等）をマヨネーズで和え、ニンジン、トウガラシ、セロリ等を添えたもので、アメリカのマカロニサラダに似ている。